# The Crab Apples
The Crab Apples är en katalansk indierock- och powerpopgrupp bildad 2010. Första albumet Right Here kom 2014 och album nummer två (A Drastic Mistake) 2018. Den fyrhövdade gruppen (tre kvinnor och en man) sjunger på engelska och katalanska.

## Biografi

### Bakgrund
The Crab Apples bildades 2010. De första åren deltog man i olika katalanska talangtävlingar för att väcka uppmärksamhet som om möjligt kunde leda till ett skivkontrakt. 2012 producerades demolåten "I Hate You", och i den medföljande musikvideon presenterades gruppen som en sextett, inklusive två kvinnliga keyboardister. 2013 var gruppen semifinalister i Sona 9-tävlingen.
Tidiga versioner av gruppen innehöll cirka sju personer, varav sångerskan Carla Gimeno (som skriver gruppens låttexter) och gitarristen Laia Alsina.

### Första albumet
2014 gavs gruppens första album ut av Barcelonabaserade Discmedi; skivbolaget sökte upp gruppen efter dess framgångar på Sona 9 året innan. Right Here innehöll 14 spår med sång på katalanska eller engelska (inklusive ovannämnda "I Hate You"). Den engelskspråkiga titellåten presenterades också i en katalanskspråkig version som "Just aquí", och både den och singellåten "Ocell" ('fågel') producerades som musikvideo.
The Crab Apples bestod då av kvartetten Gimeno och Alsina (båda födda 1994) samt basisten Laia Martí (född 1995) och trummisen Mauro Cavallaro (född 1997); alla fyra är från Santa Eulàlia de Ronçana. Gimeno skötte både solosången samt kompletterade som andragitarrist. Inspiration till albumet kom från grupper och artister som Texas, The Cranberries, Teenage Fanclub, Sheryl Crow, R.E.M. och Fleetwood Mac.

### EP, andra albumet, ny EP
Våren 2016 gav Discmedi ut EP:n Hello Stranger, med alla fyra sånger på engelska. Gruppmedlemmarna är främst inspirerade av engelskspråkig musik, och även deras katalanskspråkiga sånger har i regel fötts fram på engelska.
Även på gruppens andra album, 2018 års A Drastic Mistake, har gruppen valt engelska som sångspråk. Skivbolag denna gång är nybildade Barcelonabaserade bolaget Hidden Tracks Records. Musiken på det här albumet är lite råare och mer rockinfluerat än tidigare. 2019 följde man upp med en EP i samma stil, bestående av nya versioner av låtar från ovannämnda album och betitlad More Mistakes.
Våren 2020 presenterade gruppen singeln "System Overload", producerad mitt under pågående coronapandem. Singeln, med sociala mediers kontakthysteri som tema, presenterades av gruppens tre kvinnliga medlemmar, som en försmak på det kommande albumet senare under 2020.

## Stil
Gruppen spelar en blandning av pop och poprock med starka rockinfluenser. Carla Gimenos sångröst – särskilt hennes engelska sångröst – har väckt uppmärksamhet.

## Diskografi
- 2014 – Right Here, Discmedi (DM5134-02)
- 2016 – Hello Stranger (EP), Discmedi (DM5237-02)
- 2018 – A Drastic Mistake, Hidden Track Records
- 2019 – More Mistakes (EP), Hidden Track Records

## Bildgalleri

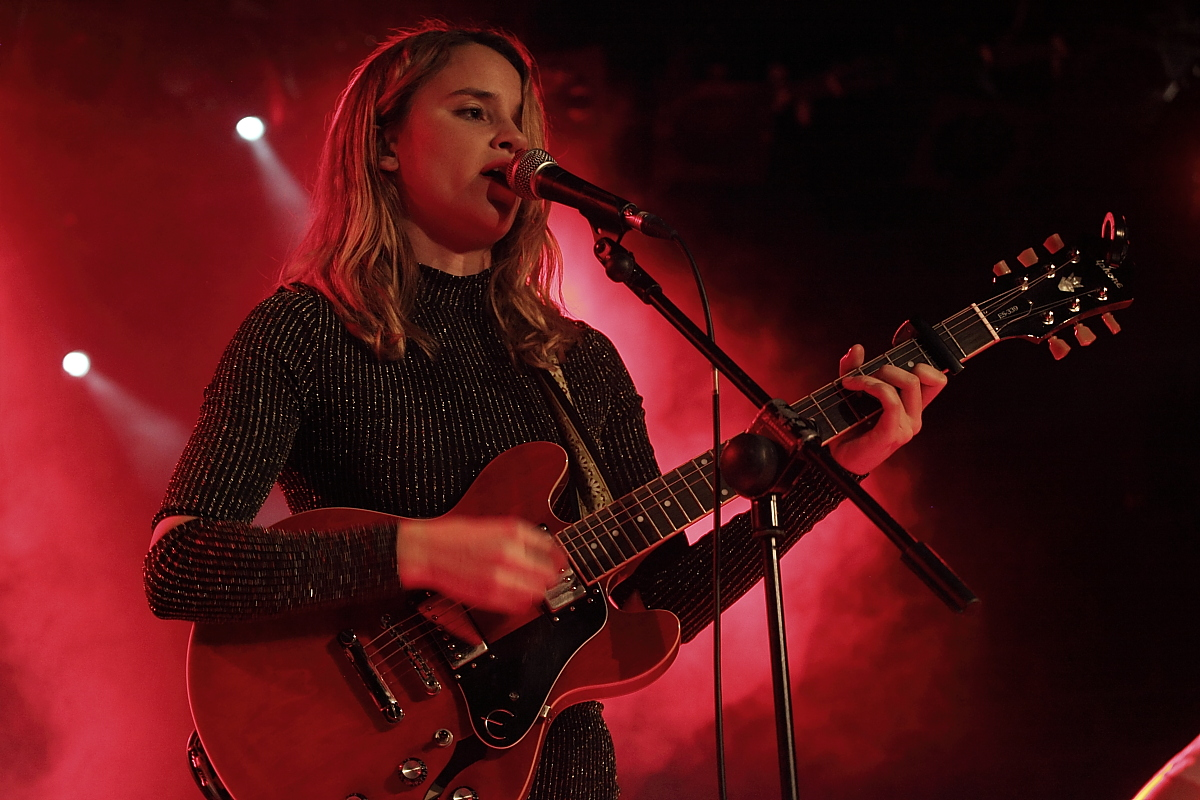
Carla Gimeno, 2017.
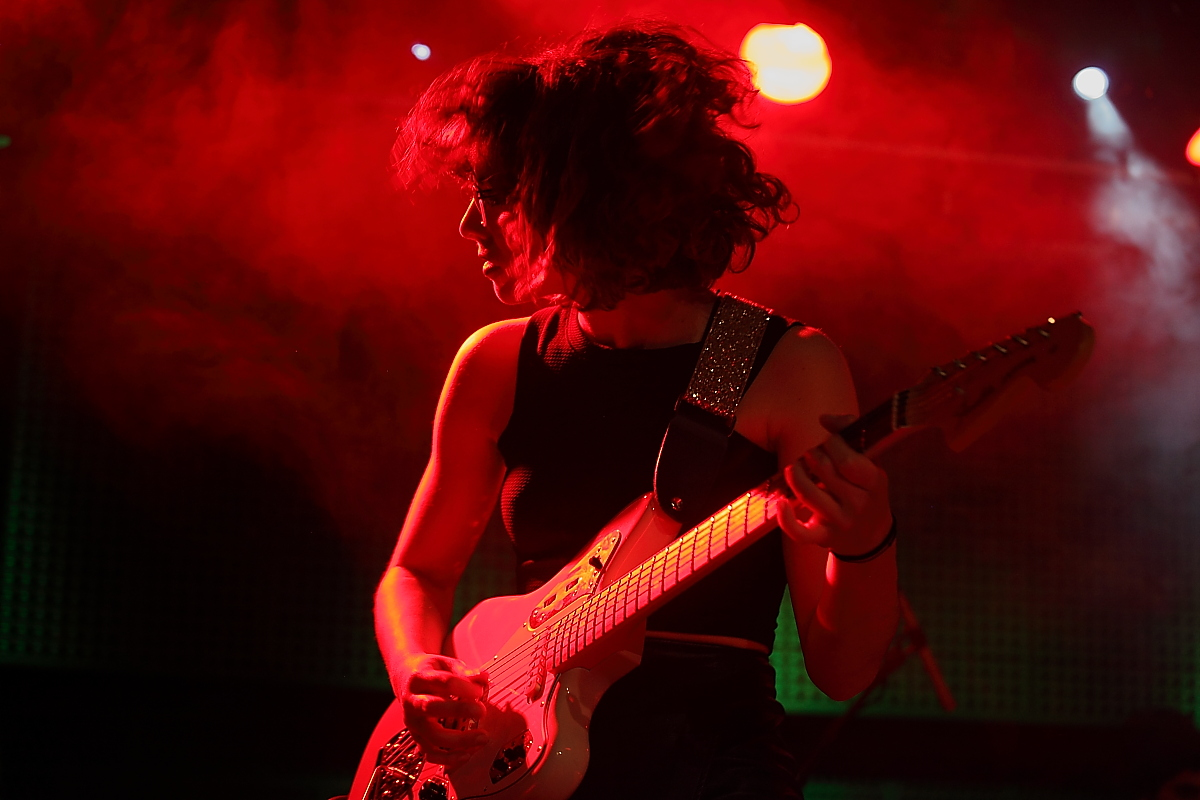
Laia Alsina, 2017.
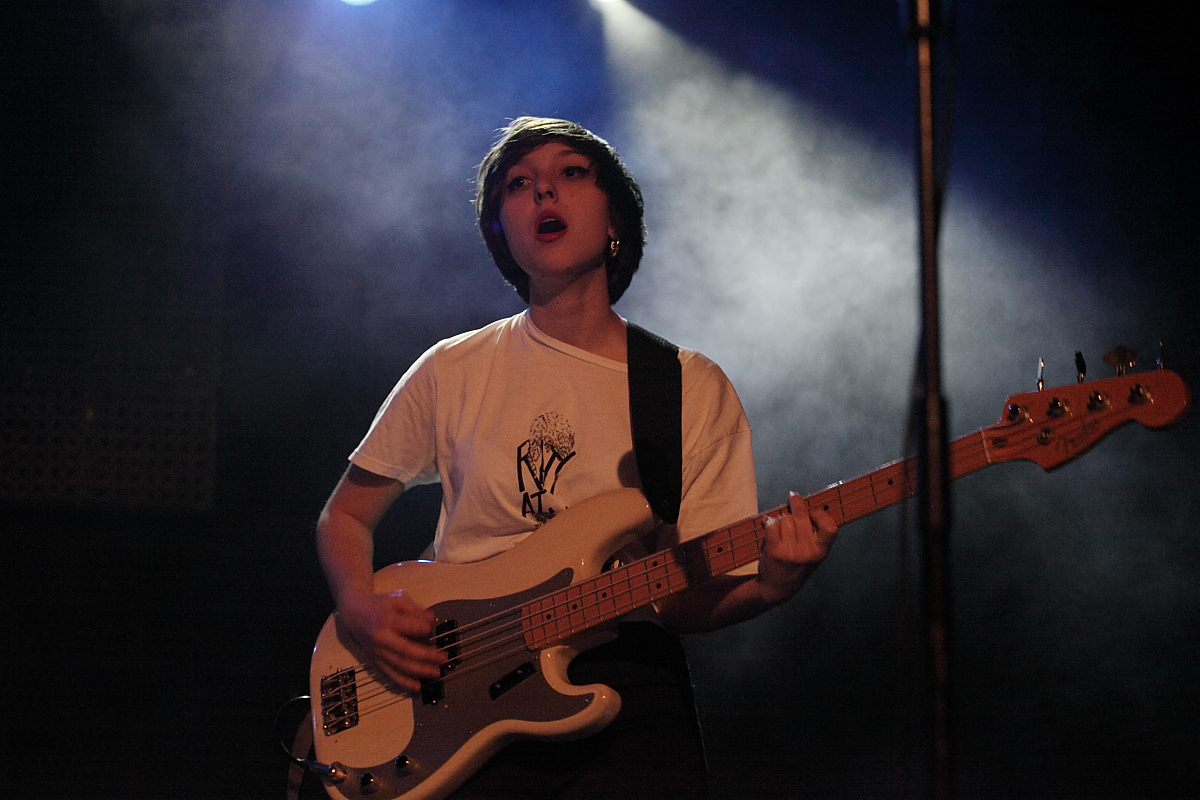
Laia Martí, 2017.
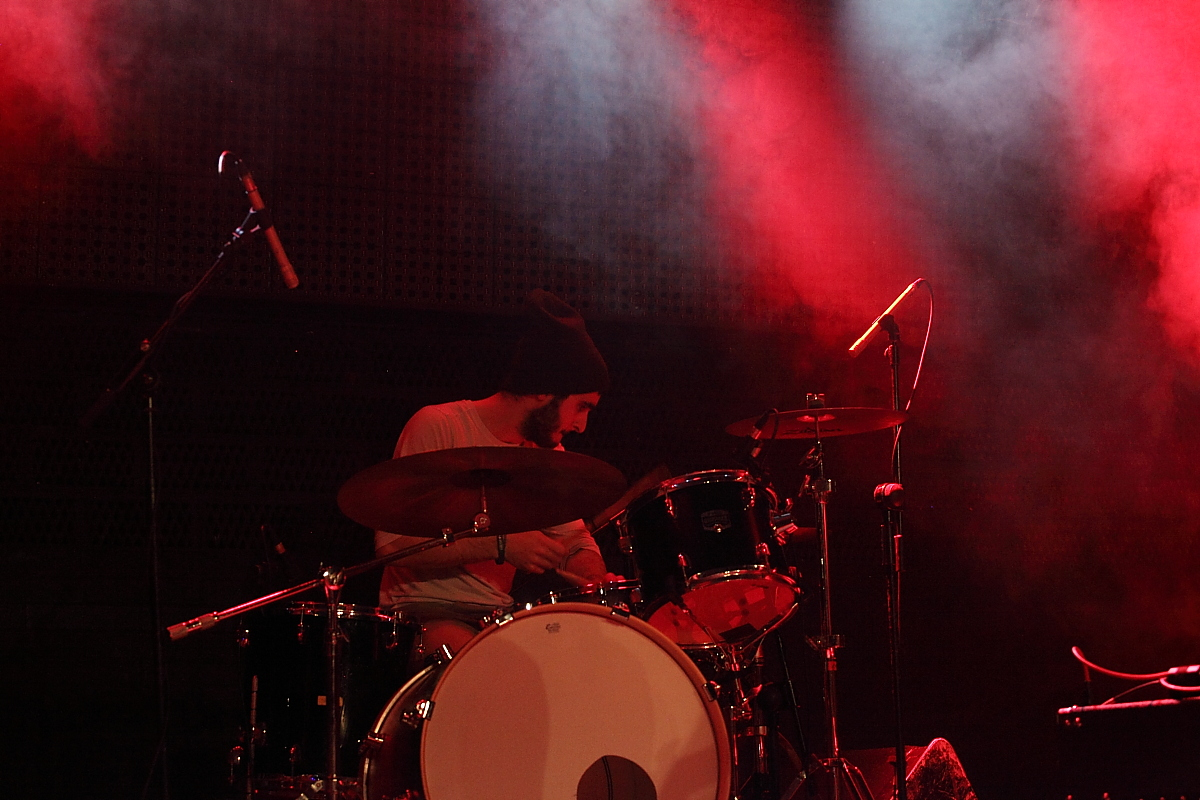
Mauro Cavallaro, 2017.